# Miryang
Miryang est une ville de la Corée du Sud, dans la province du Gyeongsang du Sud.

## Histoire
La ville est le théâtre de deux faits divers marquants au début du 21e siècle. En 2004, cinq jeunes filles sont victimes d'un viol collectif par des étudiants ; le comportement de la police vis-à-vis des victimes sera mis en cause au cours de l'enquête. Le 26 janvier 2018, un incendie cause la mort de au moins 37 personnes dans un hôpital de Miryang.

## Voir aussi

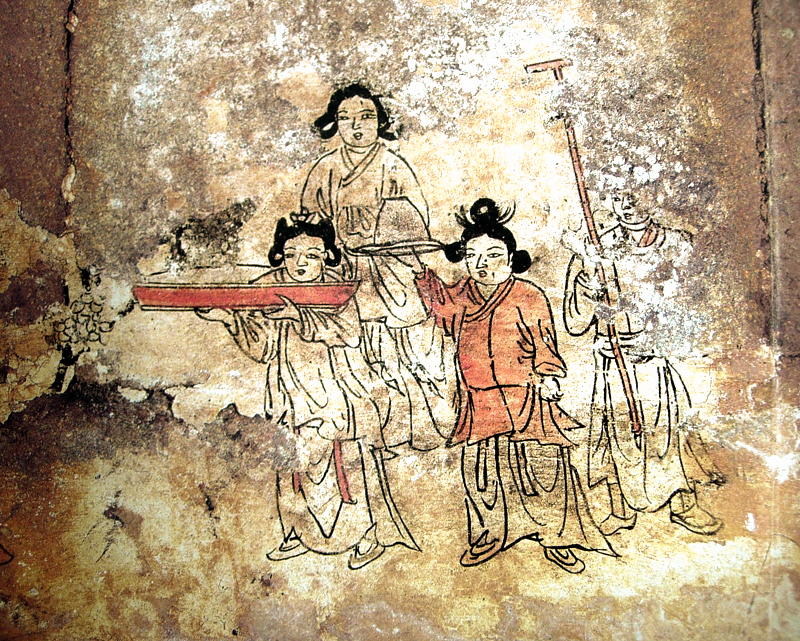
Cérémonie : offrandes
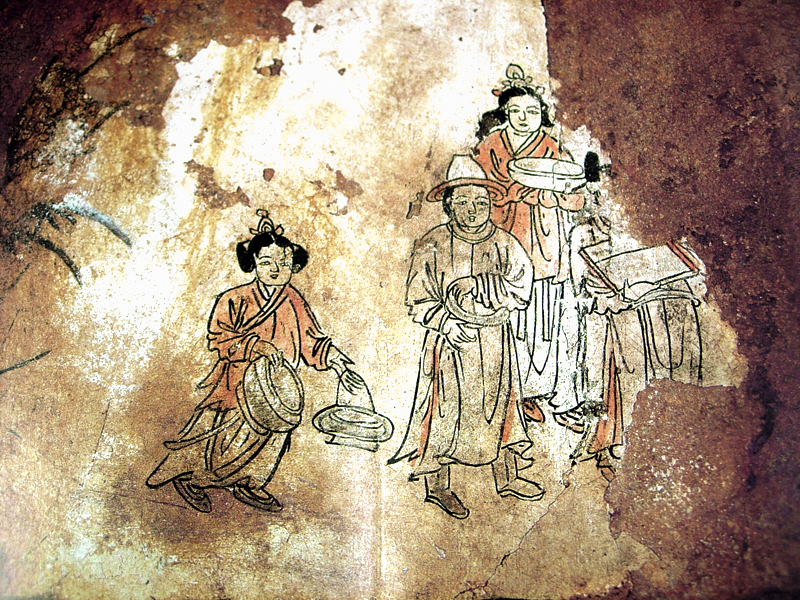
Cérémonie : offrandes
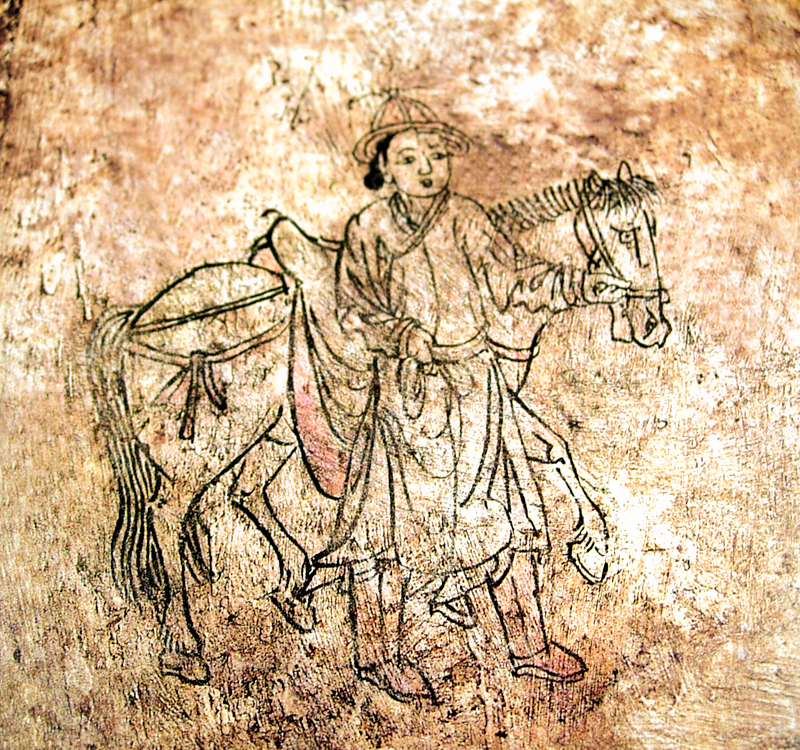
Cérémonie : la jeune palefrenière et le cheval
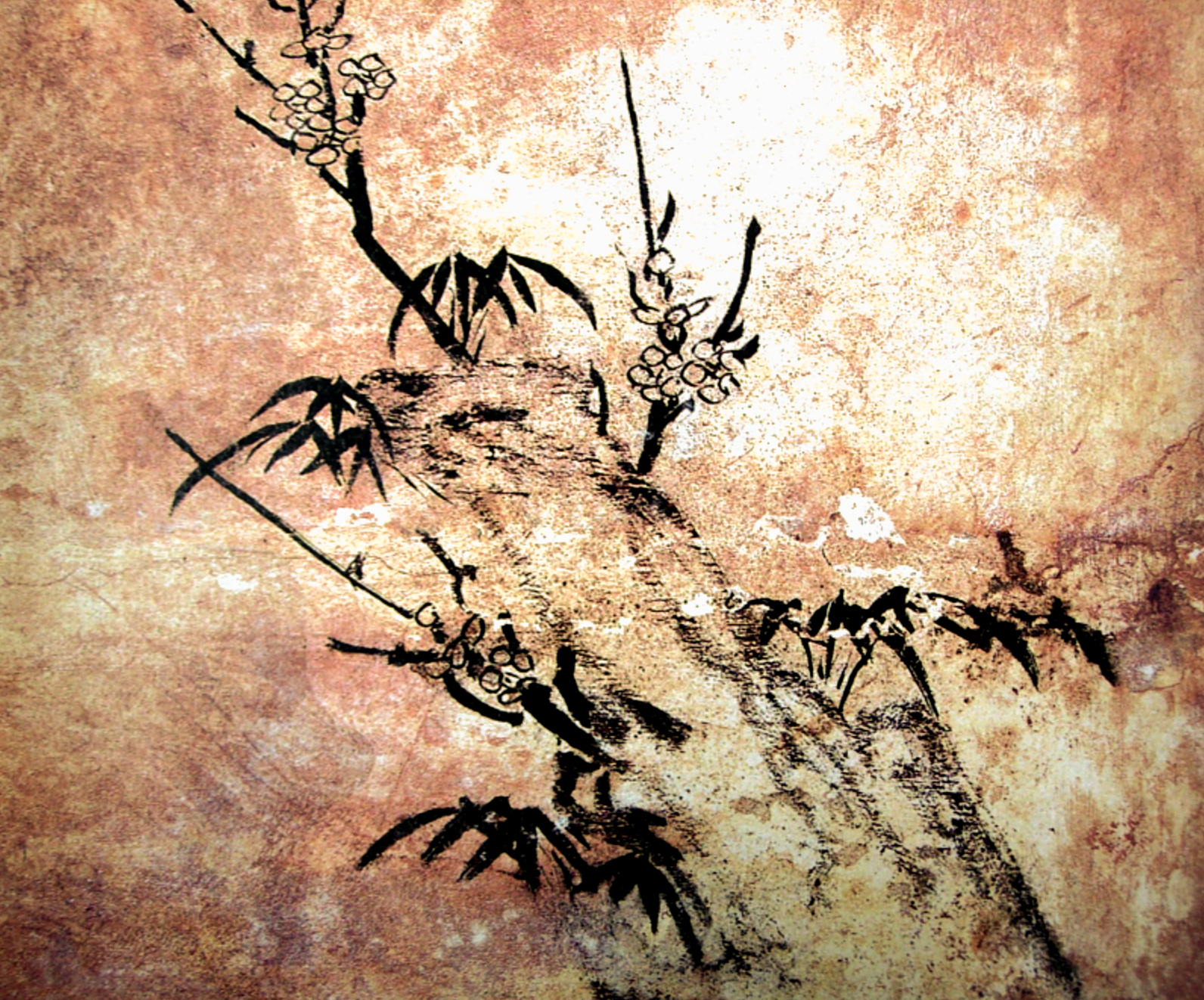
Vieil arbre aux jeunes pousses

## Climat
| Mois                                             | jan.       | fév.       | mars       | avril     | mai       | juin      | jui.      | août      | sep.      | oct.      | nov.      | déc.       | année      |
| ------------------------------------------------ | ---------- | ---------- | ---------- | --------- | --------- | --------- | --------- | --------- | --------- | --------- | --------- | ---------- | ---------- |
| Température minimale moyenne (°C)                | −5,4       | −3,6       | 0,9        | 6         | 11,6      | 17,3      | 21,8      | 22        | 16,6      | 9         | 2,1       | −3,6       | 7,9        |
| Température moyenne (°C)                         | 0,5        | 2,8        | 7,7        | 13,2      | 18,3      | 22,3      | 25,6      | 26,1      | 21,5      | 15,2      | 8,4       | 2,1        | 13,6       |
| Température maximale moyenne (°C)                | 7,4        | 9,9        | 14,7       | 20,7      | 25,5      | 28,3      | 30,4      | 31,3      | 27,4      | 22,6      | 15,9      | 9,3        | 20,3       |
| Record de froid (°C) date du record              | −15,8 2011 | −15,6 1984 | −10,4 1977 | −3,9 1978 | 1 1976    | 7,4 1992  | 13,4 1989 | 12,9 1993 | 5,3 2008  | −2,7 1984 | −8,1 1979 | −14,5 2005 | −15,8 2011 |
| Record de chaleur (°C) date du record            | 18,1 2020  | 23,7 2021  | 26,2 1998  | 31,1 2009 | 36,6 2017 | 36,1 2017 | 39,4 1994 | 39 2017   | 35,9 2011 | 30,8 2021 | 26,1 1979 | 19,9 1990  | 33,5 2002  |
| Ensoleillement (h)                               | 188        | 184,6      | 208,2      | 214,2     | 225,9     | 175,5     | 151,5     | 172,7     | 160,6     | 197,4     | 174,4     | 183,9      | 2 236,9    |
| Précipitations (mm)                              | 21,2       | 33         | 59         | 90,5      | 106,7     | 155,9     | 259,3     | 240,6     | 144,4     | 53,3      | 40,1      | 22,6       | 1 226,6    |
| Nombre de jours avec précipitations              | 3,9        | 4,7        | 6,8        | 8,2       | 8,6       | 9,5       | 13,5      | 12,8      | 8,7       | 4,3       | 5,1       | 4          | 90,1       |
| dont nombre de jours avec précipitations ≥ 10 mm | 0,8        | 1,1        | 2,3        | 3,1       | 3,3       | 3,5       | 6,3       | 6,3       | 3,3       | 1,4       | 1,3       | 0,8        | 33,5       |
| Humidité relative (%)                            | 58,9       | 56,7       | 58,3       | 59,7      | 64        | 69,5      | 77,3      | 76,7      | 74,7      | 71,1      | 68        | 61,8       | 66,4       |

| Diagramme climatique                                  |           |           |           |               |               |               |             |               |           |             |             |
| J                                                     | F         | M         | A         | M             | J             | J             | A           | S             | O         | N           | D           |
| 7,4−5,421,2                                           | 9,9−3,633 | 14,70,959 | 20,7690,5 | 25,511,6106,7 | 28,317,3155,9 | 30,421,8259,3 | 31,322240,6 | 27,416,6144,4 | 22,6953,3 | 15,92,140,1 | 9,3−3,622,6 |
| Moyennes : • Temp. maxi et mini °C • Précipitation mm |           |           |           |               |               |               |             |               |           |             |             |